# The Best Social Awards
The Best Social Awards zijn prijzen voor de beste Nederlandse content op sociale media in Nederland. Sinds april 2014 worden deze prijzen jaarlijks uitgereikt in Amsterdam. The Best Social Awards bestaan uit verschillende categorieën, onderverdeeld in business- en publieksprijzen en is te vergelijken met de Oscars maar dan voor het internet.

## Achtergrond
The Best Social Awards zijn ontwikkeld door ondernemer Diederik Broekhuizen. De prijzen worden uitgereikt op het door hem georganiseerde evenement.

### Categorieën
De oorspronkelijke The Best Social Awards bestonden uit tien categorieën voor de beste: inhaker, visueel, humor, creatief, tekst, interactief, reactie van een ander bedrijf, merk, internationaal en slechtste bericht.
Tijdens de tweede editie in 2015 kwamen de categorieën beste: video, grap, reactie op een consument en BN'er erbij en werden de categorieën beste: interactief, creatief en humor geschrapt.
Tijdens de derde editie in 2016 kwamen er zes nieuwe categorieën bij voor de beste: campagne, copywriting, webcare, design, initiatief en bericht van de buurman.
Vanaf de vierde editie in 2017 werden de Awards flink uitgebreid met diverse nieuwe categorieën, mede hierdoor werden de Awards onderverdeeld in de twee aparte rubrieken Audience en Business. Sindsdien komt het bij de opvolgende edities regelmatig voor dat er een nieuwe categorie eenmalig in het leven geroepen wordt en andere categorieën samengevoegd worden.
De zesde editie vond plaats op 12 en 13 juni 2019. In mei 2020 vond de zevende editie plaats, deze variant was geheel online wegens de coronapandemie.
In februari 2024 werd de 10e editie gevierd met een jubileumeditie in de Kromhouthal Amsterdam. De 11e editie was begin 2025.

## Verloop

### Nominatie door publiek
Via de officiële website van The Best Social Awards kan het publiek zelf enkele weken op voorhand suggesties insturen voor wie ze willen nomineren. Daarnaast doet de redactie van The Best Social Media zelf research en wordt er een adviesraad gevraagd om nominaties aan te dragen. Zo komen de nominaties tot stand. 

### Nominaties en winnaars Business
Voor de business categorieën kunnen bedrijven en instanties hun werk betaald inzenden. Vervolgens bekijkt een jury van ±40 professionals uit het vak alle ingezonden cases. Tijdens een juryavond bespreken zij de cases en stemmen zij individueel eerst op de genomineerden en later die avond op de winnaar. De genomineerden en winnaars voor de business categorieën worden dus volledig bepaald door een jury. 

### Bekendmaking genomineerden Audience
Enkele weken voor de uitreiking worden uit deze inzendingen worden de officiële genomineerden per categorie gekozen en bekend gemaakt. Het publiek kan vervolgens gaan stemmen op de genomineerden via de website. Ook de adviesraad brengt een stem uit. Uiteindelijk worden de winnaars bepaald door 50% publiek en 50% de adviesraad. 

### The Best Social Awards Event
Op het evenement zelf worden de winnaars bekend gemaakt. 

## Winnaars

### Editie 1 (2014)
- Beste Inhaker: Hi
- Beste Humor: Desperados
- Beste Design: WNF
- Beste Creatief: De Social Club
- Beste Tekst: Transavia
- Beste Interactief: Campina Boerenland
- Beste reactie van een bedrijf: KLM
- Beste Internationaal: Pornhub
- Slechtste Bericht: Trijntje Oosterhuis

### Editie 2 (2015)
- Beste Inhaker: Centraal Beheer
- Beste Video: ABN AMRO
- Beste Tekst: Vodafone
- Beste Grap: Coolblue
- Beste Visueel: KLM
- Beste reactie op een consument: Coolblue
- Beste reactie op een ander bedrijf: KLM
- Beste BN'er: Jochem Myjer
- Beste Merk: Coolblue
- Slechtste Bericht: Yolanthe Cabau

### Editie 3 (2016)
- Beste Campagne: Vodafone
- Beste Video: Coolblue
- Beste Copywriting: Mona
- Beste Webcare: Coolblue
- Beste Design: WNF
- Beste Inhaker: Coolblue
- Beste Initiatief: KNGF Geleidehonden
- Beste Merk: Netflix
- Slechtste Bericht: Henk Krol
- Beste BN'er: Meester Bart
- Beste bericht van de buurman: Mevrouw Romee

### Editie 4 (2017)
Audience
- Beste BN'er: Tim Hofman
- Beste Politicus: Jesse Klaver
- Beste Youtuber: #BOOS
- Beste Instagrammer: @fetching_tigerss
- Beste Twitteraar: Sophie Milzink
- Beste Snapchatter: @timtsj
- Beste Inhaker: Zondag met Lubach
- Beste Video: Zondag met Lubach
- Beste bericht van de buurman: Islam Siraji
- Beste Nieuwspagina: NOS
- Beste Entertainmentpagina: RUMAG
- Beste Klacht: Marjolein Schepers
- Beste Reactie: Chocomel
- Beste Social Platform: Instagram
- Beste Emoji: tranen van het lachen

Business
- Beste Inhaker: Heineken x Samsung
- Beste Video: KLM
- Beste Webcare: Albert Heijn
- Beste Design: Netflix
- Beste Advertising: Heineken
- Beste Copywriting: Heineken
- Beste Campagne: HEMA
- Beste Innovatie: Taskforce Kindermishandeling
- Beste Story: Netflix
- Beste Pagina: Sense.info
- Beste Merk: Netflix

### Editie 5 (2018)
Audience
- Beste bericht van de politie: Kom bij de politie
- Beste bericht van de buurman: Pippi Zeurkous
- Beste Reactie: Sanne Gruijs
- Beste Personality: Tim Hofman
- Beste Politicus: Jesse Klaver
- Beste Instagrammer: @waaromvloggersjanken
- Beste Youtuber: StukTV
- Beste YouTube-serie: #BOOS
- Beste Twitteraar: boswachter Tim
- Beste Muser: @quinten__
- Beste Dier: politiehond Bumper
- Beste Nieuwspagina: NOS
- Beste Entertainmentpagina: De Speld

Business
- Beste Inhaker: HEMA
- Beste Video: De Speld met Amsterdenim
- Beste Webcare: Bol.com
- Beste Copywriting: Praxis
- Beste Story: Feyenoord
- Beste Campagne: Bavaria
- Beste Innovatie: Van Gogh Museum x Facebook
- Beste Influencercampagne: Misfit
- Beste Livestream: ABN AMRO
- Beste Chatbot: Ziggo
- Beste Account: NOS Kort
- Beste Merk: Bol.com

### Editie 6 (2019)
Audience
- Beste Personality: Bram Krikke
- Beste bericht van de buurman: @elyse020
- Beste Youtuber: StukTV
- Beste YouTube-serie: #BOOS
- Beste Twitteraar: Optyfen met eenden
- Beste Instagrammer: Lize Korpershoek
- Beste Politicus: Jesse Klaver
- Beste bericht van de overheid: Politie Rotterdam EO
- Beste Entertianment/Actualiteitspagina: De Speld
- Beste Nieuwkomer: Merol
- Beste Sporter: Rico Verhoeven
- Beste Gamer: Maxime MXM
- Beste Reactie: Gwen van Poorten

Business
- Beste Copywriting: Rijksoverheid
- Beste Account: Bol.com
- Beste AR: Ministerie van Defensie
- Beste Campagne: Sire
- Beste Influencercampagne: Rijksoverheid
- Beste Inhaker: Bol.com
- Beste Innovatie: Nederlandse Spoorwegen
- Beste post van het jaar: Rijksoverheid
- Beste Story: Nederlandse Spoorwegen
- Beste Talent: Jim Strolenberg
- Beste Video: Stivoro
- Bestee Positive Impact: Daily Paper
- Beste Webcare: Netflix
- Beste Merk: Bol.com

### Editie 7 (2020)
Audience
- Beste Thuisblijf-content: Orgel Joke
- Beste Artiest: Bizzey
- Beste bericht van de buurman: Abbie Chalgoum
- Beste Dier: Dirk & Dennie
- Beste Gamer: Puck van den Brekel (Puxque)
- Beste Instagrammer: Jard Struik
- Beste Positive Impact: Nikkie de Jager
- Beste Nieuwkomer: Alice Olsthoorn
- Beste Personality: Nikkie de Jager
- Beste Politicus: Klaas Dijkhoff
- Beste Reactie: Nino Coenen
- Beste Sporter: Soufiane Touzani
- Beste Tiktokker: Opa Gerrit
- Beste Twitteraar: @kaspersoeters
- Beste Youtubeserie: De Sekszusjes
- Beste Youtuber: Jesse Hoefnagels

Business
- Beste Agency: DEPT
- Beste Campagne: Rijksoverheid
- Beste Positive Impact: Videoland met Bont Girl
- Beste Augmented Reality: Pathé
- Beste Community Management: Bol.com
- Beste Vertical Video: Oud & Opnieuw
- Beste Copywriting: Bol.com met Van de straat
- Beste Innovatie: Bol.com
- Beste Influencer Campagne: Albert Heijn
- Beste Inhaker: Albert Heijn
- Beste Lancering: Videoland met Bont Girl
- Beste Video: Interpolis
- Beste Webcare: Bol.com
- Beste Merk: Netflix

### Editie 8 (2021)
Audience
- Beste Dier: Freek de Schildpad
- Beste Thuisblijf-content: Diederik Gommers
- Beste 65-plusser: Oma Miep
- Beste Personality: Bram Krikke
- Beste Youtuber/YouTube-serie: Robbert Rodenburg met Open Kaart
- Beste Twitteraar: Don Roelofsen
- Beste Instagrammer: Linda Hakeboom
- Beste Gamer: Puck van den Brekel (Puxque)
- Beste Artiest: Snelle
- Beste Twitcher: Rick Broers
- Beste Tiktokker: Pietervalley1
- Beste Positive Impact: Tim Hofman
- Beste Politicus: Rob Jetten
- Beste Nieuwkomer: De haarclip van Marie-Claire
- Beste bericht van de buurman: Floris de Bijl
- Beste Reactie: Roel van Velzen

Business
- Beste Internationale Campagne: Free a girl
- Beste Merk op YouTube: NOS op 3
- Beste Merk op Instagram: NOS Stories
- Beste Merk op Tiktok: IJssalon La Dolce Borger
- Beste Livestream: De Vrienden van Amstel LIVE!
- Beste Agency: Gospooky
- Beste Community Management: Bol.com
- Beste Campagne: ABN AMRO
- Beste Influencer Campagne: Omroep ZWART
- Beste Innovatie: Nederlandse Spoorwegen
- Beste Augmented Reality: Gospooky met DJ Mag
- Beste Video: AFC Ajax
- Beste Inhaker: HEMA
- Beste Copywriting: De Speld
- Beste Talent: Rosa van Berkum
- Beste Positive Impact: Videoland met H3L

### Editie 9 (2022)
Audience
- Beste Interieur Content: Funda Makeovers
- Beste Sporter: Jutta Leerdam
- Beste Spontane Viral: Cor Hergaarden
- Beste Podcast: Rijk Hofman en Sam Hofman met BROERS
- Beste Personality: Rijk Hofman
- Beste Youtuber/YouTube-serie: BOOS
- Beste Twitteraar: How can I make this about me
- Beste Instagrammer: Longeneeslijk
- Beste Gamer: Puck van den Brekel (Puxque)
- Beste Artiest: Antoon
- Beste Twitcher: Qucee
- Beste Tiktokker: Rhodé Kok
- Beste Positive Impact: BOOS met BOOS: This is The Voice
- Beste Politicus: Rob Jetten
- Beste Nieuwkomer: Esmee Zizzy

Business
- Beste Branded Podcast: Marc-Marie Huijbregts en Aaf Brandt Corstius met Marc-Marie en Aaf vinden iets
- Beste Augmented Reality: Gospooky
- Beste Merk op Facebook: Nederlandse Spoorwegen
- Beste Merk op YouTube: BOOS
- Beste Merk op Instagram: Too Good To Go
- Beste Merk op Tiktok: Theorie Toppers
- Beste Livestream: The Streamers
- Beste Agency: Hammerfest
- Beste Community Management: Bol.com met Gerda
- Beste Campagne: New York Pizza
- Beste Influencer Campagne: Ministerie van Defensie
- Beste Innovatie: Lay's
- Beste Video: New York Pizza
- Beste Inhaker: EasyToys
- Beste Copywriting: HEMA
- Beste Talent: Jeanet Rook
- Beste Positive Impact: Milieudefensie x Wefilm

### Editie 10 (2024)
Audience
- Beste Nieuwkomer: Nadeche en Mootje
- Beste X'er: Sjamadriaan
- Beste Realityster: Iris de Waard
- Beste Instagrammer: Floris Göbel
- Beste Youtuber/YouTube-serie: Bankzitters
- Beste Gamer: Don Verhage (Don Kaaklijn)
- Beste Podcast: Rijk Hofman en Sam Hofman met BROERS
- Beste Duo: Bram Krikke en Pieter Valley
- Beste Tiktokker: @levivdb1
- Beste Positive Impact: Pieter Busman
- Beste Personality: Bram Krikke

Business
- Beste Innovatie: Gospooky met IRFC
- Beste AR/VR-toepassing: Dept x Foot Locker
- Beste Copywriting: RTL x Videoland
- Beste Agency: Truus
- Beste Merk op Instagram: HEMA
- Beste Merk: Bol. x Dept
- Beste Merk op TikTok: Libero Aankoop met Woning kopen met Korné
- Beste Podcast: Dag en Nacht Media + Podimo met Voorheen Schaamteloos Randstedelijk (VSR)
- Beste Talent: Milan Ossen
- Beste Video: Wefilm x Interpolis met Mis Niks
- Beste Inhaker: BNNVARA met Oorlog Israël & Palestina
- Beste Influencer Campagne: Wefilm met Artsen slaan alarm
- Beste Community Management: Amnesty International
- Beste Campagne: Wefilm met Artsen slaan alarm
- Beste Positive Impact: BNNVARA met Abortus is geen misdaad

### Editie 11 (2025)
Audience
- Beste Nieuwkomer: Niek Velner
- Beste Realityster: Els van Roode
- Beste Instagrammer: Jade Kops
- Beste Youtuber/YouTube-serie: Niels Kooyman
- Beste Podcast: Iris Enthoven met Held in eigen verhaal
- Beste Duo: Nathan Rutjes & Lavezzi Rutjes
- Beste Tiktokker: Tom Schimmelpennink
- Beste Positive Impact: Thijmen Schoorl
- Beste Personality: Pieter Valley
- Beste Social Song/Artiest: Roxy Dekker
- Beste Livestreamer: Rick Broers
- Beste Threader: Madelief Hof
- Beste Bericht Van De Buurman: Lotte Francisca

Business
- Beste Innovatie: Videoland x The Brand Father - Mocro Maffia: Kom je appen, ouleh?
- Beste AR/VR-toepassing: GoSpooky x Venom
- Beste Copywriting: RTL
- Beste Agency: Truus
- Beste Merk op Instagram: McDonald's (ACE Blauw Gras)
- Beste Merk: HEMA
- Beste Merk op TikTok: HEMA
- Beste Talent: Lisanne Damsma (Schiphol)
- Beste Video: Yune x NS - Andy als conducteur
- Beste Videoserie: Truus x HEMA - HEMA stagiair
- Beste Inhaker: ACE Blauw Gras x McDonald's
- Beste Influencer Campagne: TBWA\NEBOKO x McDonald's - Stuur een Maccie
- Beste Community Management: GoSpooky x HEMA
- Beste Campagne: GoSpooky x Zeeman - Basics on top
- Beste Positive Impact: Abovo Maxlead x Basic-Fit - La pression
- Beste Merk op YouTube: Supergaande (De Stroom)
- Beste Nieuwkomer: Young Ones Media x FNV